# 耿如杞
耿 如杞（こう じょき、生年不詳 - 1631年）は、明代の官僚・軍人。字は楚材、号は朴公。本貫は東昌府館陶県。

## 生涯
1616年（万暦44年）、進士に及第した。戸部主事に任じられた。天啓初年、職方郎中に任じられた。陝西参議として出向し、遵化兵備副使に転じた。このころ魏忠賢ら宦官を中心とした閹党が権力を握っており、魏忠賢にへつらう動きが各所に見られた。巡撫の劉詔が魏忠賢の画像を喜峰行署に掛け、文武の将吏を率いて五拝三稽首し、九千歳と呼号した。如杞はその画像と対面すると、半拱手して退出した。1627年（天啓7年）、如杞は魏忠賢に弾劾されて獄に下され、不正な金品6300を蔵匿したとの冤罪をかけられ、死刑を論告された。
その年の秋、刑が執行される直前だったが、崇禎帝が即位して、崔呈秀・魏忠賢が相次いで処刑された。如杞は崇禎帝により太僕寺卿に任じられた。如杞は退任と帰郷を願い出たが、崇禎帝は許さなかった。1628年（崇禎元年）、右副都御史に抜擢され、山西巡撫をつとめた。
ときにチャハルのリンダン・ハーンが順義王アルタンの故地に拠って、明の北辺の患いとなっていた。如杞は守辺の策を述べて、要塞を修繕し、山を平らにして谷を掘り、有事に備えるよう上書した。1629年（崇禎2年）11月、清軍が大安口に侵入し、北京に戒厳が発令された。如杞は総兵官の張鴻功の兵5000人を率いて援軍に赴いた。如杞は北京に到着すると、軍令を受け、駐屯地が定まった後に食糧補給を受ける手筈となった。兵部は如杞の兵に通州を守るよう指令し、翌日には昌平に赴き、さらに翌日には良郷に赴くよう、駐屯地は重ねて変更された。軍は3日食糧を得られず、兵が騒ぎ出して大規模な略奪をおこなった。崇禎帝はこれを聞いて激怒し、如杞と張鴻功を逮捕させた。廷臣たちにあえて救おうとする者はなかった。1631年（崇禎4年）、如杞は西市で斬られた。南明の福王政権のとき、右僉都御史の位を追贈された。
子に耿章光があり、進士に及第し、尚宝司卿となった。